# 32e parallèle sud
Pour les articles homonymes, voir 32e parallèle.
En géographie, le 32e parallèle sud est le parallèle joignant les points de la surface de la Terre dont la latitude est égale à 32° sud

## Géographie

### Dimensions
Dans le système géodésique WGS 84, au niveau de 32° de latitude sud, un degré de longitude équivaut à 94,492 km ; la longueur totale du parallèle est donc de 34 017 km, soit environ 85 % de celle de l'équateur. Il en est distant de 3 542 km et du pôle Sud de 6 460 km,.

### Régions traversées
Le 32e parallèle sud passe au-dessus des océans sur environ 83 % de sa longueur.
Le tableau ci-dessous résume les différentes zones traversées par le parallèle, d'ouest en est :
| Zone                     | Début                 | Fin                   | Longueur (km) |
| ------------------------ | --------------------- | --------------------- | ------------- |
| Océan Atlantique         | 32° 00′ S, 51° 57′ O  | 32° 00′ S, 18° 17′ E  | 6 637         |
| Afrique                  | 32° 00′ S, 18° 17′ E  | 32° 00′ S, 29° 09′ E  | 1 027         |
| Océan Indien             | 32° 00′ S, 29° 09′ E  | 32° 00′ S, 115° 29′ E | 8 158         |
| Île Rottnest             | 32° 00′ S, 115° 29′ E | 32° 00′ S, 115° 34′ E | 8             |
| Océan Indien             | 32° 00′ S, 115° 34′ E | 32° 00′ S, 115° 45′ E | 17            |
| Australie                | 32° 00′ S, 115° 45′ E | 32° 00′ S, 128° 15′ E | 1 181         |
| Grande baie australienne | 32° 00′ S, 128° 15′ E | 32° 00′ S, 132° 52′ E | 436           |
| Australie                | 32° 00′ S, 132° 52′ E | 32° 00′ S, 152° 34′ E | 1 862         |
| Océan Pacifique          | 32° 00′ S, 152° 34′ E | 32° 00′ S, 71° 32′ O  | 12 842        |
| Amérique                 | 32° 00′ S, 71° 32′ O  | 32° 00′ S, 51° 57′ O  | 1 850         |

## Villes
Les principales villes situées à moins d'un demi-degré de part et d'autre du parallèle sont :
- Argentine : San Juan
- Brésil : Rio Grande